# Morcsányi Géza
Morcsányi Géza (Budapest, 1952. augusztus 28. – Budapest, 2023. január 4.) Jászai Mari-díjas magyar dramaturg, műfordító, egyetemi tanár.

## Életpályája
1966–1970 között a Teleki Blanka Gimnáziumban tanult. 1971–1977 között a Marx Károly Közgazdaságtudományi Egyetem hallgatója volt. 1977–1988 között budapesti (Radnóti Miklós Színház) és vidéki (Pécsi Nemzeti Színház, Győri Nemzeti Színház, szolnoki Szigligeti Színház) színházakban volt dramaturg. 1988–1989 között az Interpress Magazin szerkesztője, 1989–1995 között az IPC Könyvkiadó munkatársa volt. 1995 és 2015 között a Magvető Könyvkiadó igazgatója, 2015. március 1-től a Líra Kiadói Csoport igazgatója és a Líra Könyv Zrt. igazgatósági tagja.
Angolból és oroszból fordított.
Enyedi Ildikó Testről és lélekről című 2017-es filmjében élete első filmszerepét alakította, ő játszotta az egyik főszerepet.

## Magánélete
Felesége Balog Judit színművész. Két lánya van: Júlia és Elza.

## Színházi munkái
A Színházi adattárban regisztrált bemutatóinak száma: dramaturg 106; szerző: 9; műfordító: 93; színész: 1

### Szerzőként („színpadra alkalmazóként”)
- Kafka: A per (1978)
- Bulgakov: A Mester és Margarita (1997, 2010)
- Paszternak: Doktor Zsivágó (2002)
- Kertész Imre: Sorstalanság (2003)

### Műfordítóként
- Arutjunjan: Élünk egymás mellett (1980)
- Roscsin: Olga (1980)
- Bulgakov: A félnótás Jourdain (1982)
- Szlavkin: Egy fiatalember felnőtt lánya (1982)
- Rozov: Szállnak a darvak (1984)
- Chase: Miss Blandish nem kap orchideát (1985)
- Gorkij: Örökösök (1987)
- Szlavkin: A kép (1987)
- Storey: Anyánk napja (1987, 2000)
- Gorkij: Éjjeli menedékhely (1988, 1991, 2000-2001, 2005, 2009, 2012)
- Pörtner: Hajmeresztő (1992, 1998, 2000-2002, 2005-2006, 2008-2009, 2011-2012)
- Gorkij: Idelenn (1992)
- Dosztojevszkij: A nagybácsi álma (1994)
- Gogol: Háztűznéző (1994, 2000-2002, 2007, 2009)
- Misima: Komacsi a sírnál; Elcserélt legyezők (1995)
- Harris: Csupa balláb (1995, 2002, 2010)
- Csehov: Ványa bácsi (1996, 2001, 2003, 2010-2011)
- Osztrovszkij: Ártatlan bűnösök (1998)
- Osztrovszkij: Erdő (1999)
- Offenbach: Hoffmann meséi (1999)
- Csehov: Sirály (1999, 2003-2004)
- Szlavkin: Karikajáték (2000)
- Gorkij: Nyaralók (2002, 2008)
- Osztrovszkij: Jövedelemző állás (2002)
- Paszternak: Doktor Zsivágó (2002)
- Csehov: Három nővér (2004, 2006)
- Gogol: A revizor (2004, 2007-2008, 2012)
- Csehov: Cseresznyéskert (2005, 2009, 2011, 2013)
- Proust: Az eltűnt idő nyomában (2006)
- Osztrovszkij: Farkasok és bárányok (2008)
- Michael Frayn: Vadméz (2009) (Csehov cím nélküli, Platonov címen ismertté vált drámája nyomán írta M. Frayn)
- Babel: Alkony (2010)
- Gogol: Holt lelkek (2013)
- Ivan Viripajev: Részegek (2015)*[9]
- Martin McDonagh: Hóhérok (2017)*

## Színházi dramaturgiái
- Krleža: Agónia (1998)
- Bernhard: A színházcsináló (2000)
- Harold Pinter: A születésnap (2000)
- Szomory Dezső: Hagyd a nagypapát (2000)
- Móricz Zsigmond: Rokonok (2000)
- Jonson: Volpone (2001)
- Andersen: Álomszonáta (2001)
- McDonagh: A kripli (2001)
- Hauptmann: Patkányok (2001)
- Füst Milán: Störr kapitány (2002)
- Wilde: Az ideális férj (2003)
- Albee: Szilvia, a K. (2003)
- Mikszáth Kálmán: Különös házasság (2003)
- William Shakespeare: III. Richard (2004)
- Örkény István: Tóték (2004)
- McDonagh: Vaknyugat (2004)
- Pirandello: IV. Henrik (2005)
- Presznyakov: Terrorizmus (2005)
- Örkény István: Macskajáték (2005)
- Krleža: Szentistvánnapi búcsú (2006)
- Molnár Ferenc: Riviera (2006)
- Camus: Caligula (2006)
- Vörösmarty Mihály: Csongor és Tünde (2006)
- Térey-Papp: Kazamaták (2006)
- Spiró György: PRAH (2007)
- Molière: A mizantróp (2008)
- Kleist: Amphitryon (2008)
- Wilde: Bunbury (2008)
- Bergman: Rítus (2008)
- Esterházy Péter: Rubens és a nemeuklideszi asszonyok (2008)
- Bartis Attila: Romlás (2009)
- Szálinger Balázs: Oidipusz gyermekei (2009)
- Vinnai András: Vakond (2009)
- William Shakespeare: Lear király (2010)
- Harris: Csupa balláb (2010)
- Bessenyei György: A filozófus (2011)
- Esterházy Péter: Én vagyok a Te (2011)
- Csehov: Jelenetek a vidéki életből (2011)
- Caragiale: Farsang (2012)
- William Shakespeare: Makrancos Kata (2012)
- Térey-Kovács: Protokoll (2012)
- Lessing: Bölcs Náthán (2013)
- Ibsen: Hedda Gabler (2013)
- Bognár Péter: Minden kombi cirkó, de nem minden cirkó bojler (2017)

## Díjai, elismerései
- Jászai Mari-díj (1999)
- Gemini-díj (2004)
- Budapestért díj (2005)
- A Magyar Köztársasági Érdemrend tisztikeresztje (2005)